# Rio Grande de Mindanao
Der Rio Grande de Mindanao, auch als Mindanao River oder an seinem Oberlauf als Pulangi River bezeichnet, ist nach dem Agusan der zweitgrößte Fluss der südlich gelegenen philippinischen Insel Mindanao.

## Geographie
Die Hauptquelle liegt in dem 2.093 Meter hohen Tago-Gebirgszug, nördlich von Malaybalay City, südwestlich von Butuan City in der Hochebene von Bukidnon. Hier wird er als Pulangi River bezeichnet und fließt südwärts in die Provinz Cotabato. Seine wichtigsten Nebenflüsse sind der Buluan, der Allah – beide durchfließen das 2.880 km² große Feuchtgebiet Ligawasan – und der im  Gebirge des Kalatungan entspringende Muleta. Das Wassereinzugsgebiet des Flusses dehnt sich vom Gebirgszug des Bergs Kimangkil in Bukidnon im Norden über den Berg Apo bis zum Daguma-Gebirge im Süden aus und umfasst insgesamt 23.169 km². In seinem Einzugsgebiet liegen zahlreiche Seen, unter anderem der 65 km² große Buluan-See, der Sebu-See und der Maughan-See, letzterer ist der größte und höchstgelegene Vulkankratersee auf Mindanao.
Nachdem er Quezon passiert hat, verlässt der Fluss die Bergregionen und durchfließt das breite und fruchtbare Zentrale Mindanao Basin, das sich im südlich-zentralen Teil der Insel erstreckt. In der Nähe der Municipality Kabacan vereinigt er sich mit dem Kabacan River, er wird erst jetzt Mindanao River genannt und fließt in Richtung Nordosten auf Cotabato City zu.
Bevor er schließlich bei Cotabato City in der Bucht von Illana, einem Teil des Golfes von Moro, mündet, teilt er sich in zwei parallele Arme, den Cotabato River und den Tamentaka River. Beide werden durch einen 180 m hohen Hügel geteilt.
Auf seinen Weg durchströmt er die Provinzen Bukidnon, Cotabato, Maguindanao und Shariff Kabunsuan. Entlang seines Flusslaufes liegen größere Ansiedelungen, wie Cotabato City, Malaybalay City und Datu Piang.
Insgesamt hat er eine Länge von etwa 320 km und eine Breite von bis zu 96 m.

## Wirtschaft
Während der Regenperioden kommt es entlang seines Flusslaufes oft zu Überschwemmungen, die das Land an seinen Ufern fruchtbar und ergiebig macht. Die Landwirtschaft im Allgemeinen und der Reisanbau im Besonderen werden von ihm vorteilhaft beeinflusst.
Des Weiteren ist er ein wichtiger Faktor für die Fischzucht und die Fischerei. Nicht zu vergessen ist seine Funktion als Wasserstraße. Der Fluss ist eine der bedeutendsten Transportwege für Güter von und nach Cotabato City.
In jüngster Zeit wird er zudem vermehrt für den Tourismus interessanter. Durch Schiffstouren, Wassersportangebote und Bootsrennen soll der Fluss zur Attraktivität der zentral gelegenen Provinzen von Mindanao beitragen.

## Zusätzliche Informationen
Die Ligawasan-Flussmarschen sind eine Heimstätte des inzwischen selten gewordenen Philippinen-Krokodils.
Kulturell ist er von Bedeutung, da auf dem Fluss unter anderem das Shariff Kabunsuan Festival von Cotabato City und das Fest von Hariraya Puasa von Penafrancia ausgetragen werden.